# Koenigia jurii
Koenigia jurii es una especie de planta con flores asiática perteneciente a la familia del trigo sarraceno. El área de distribución nativa de esta especie se extiende desde el Extremo Oriente ruso hasta China del Noreste. Es una planta perenne y crece principalmente en el bioma templado.